# 格拉西奧薩島
39°3′5″N 28°0′51″W / 39.05139°N 28.01417°W

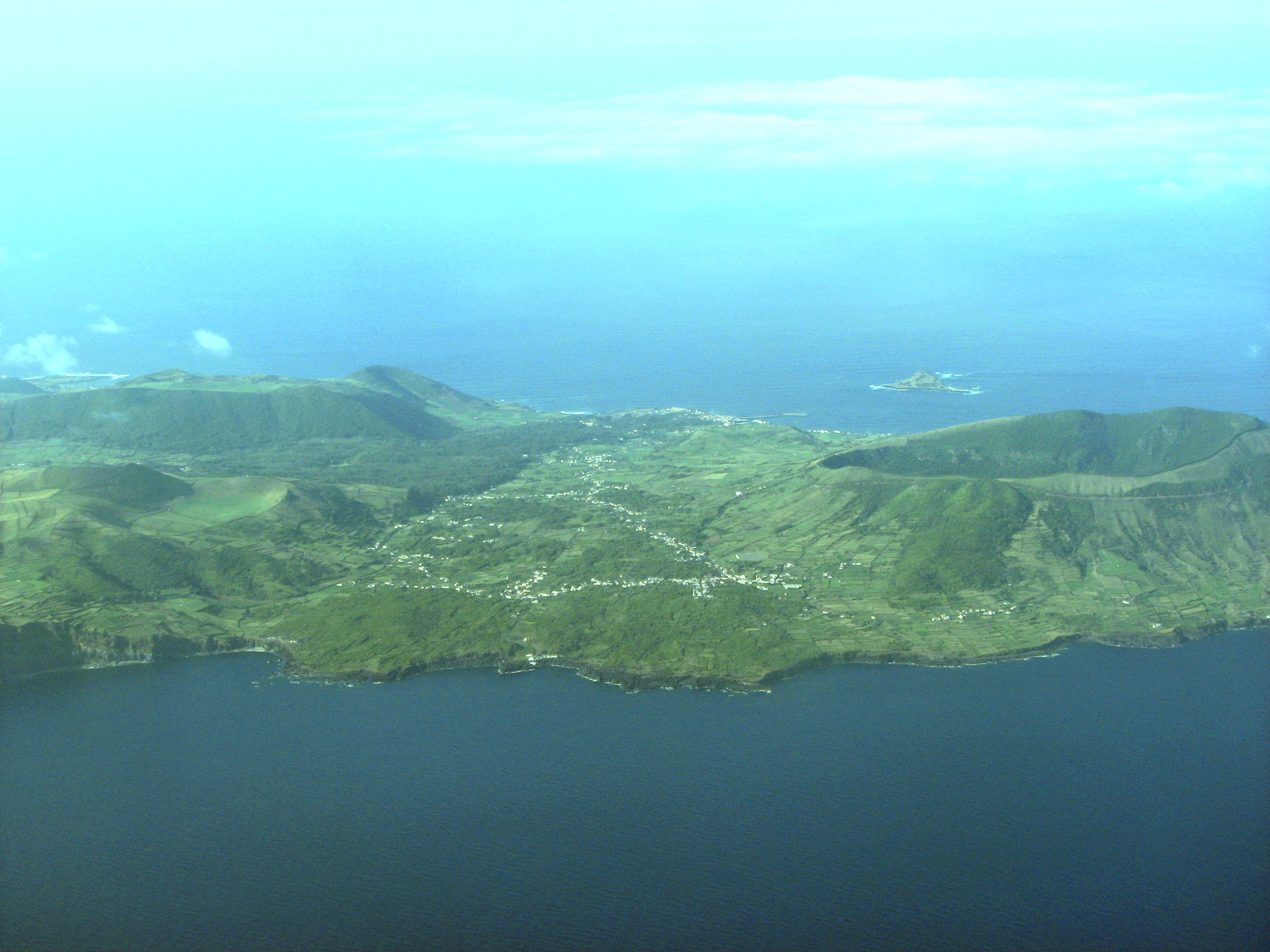

格拉西奧薩島（葡萄牙語：Graciosa）是葡萄牙的島嶼，屬於亞速爾群島的一部分，長10公里、寬7公里，面積60.65平方公里，最高點海拔高度402米，人口5,500，人口密度每平方公里90.7人。

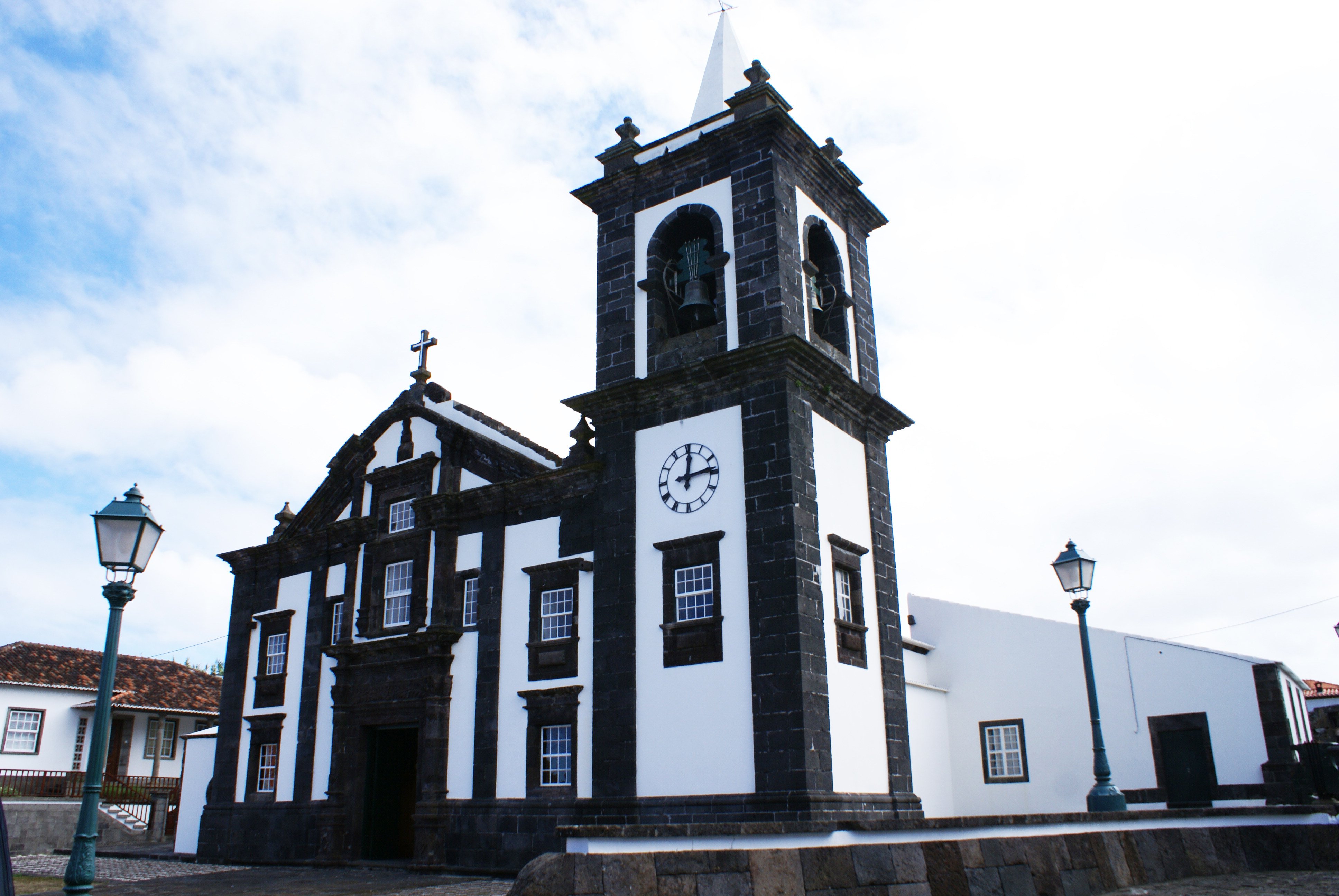

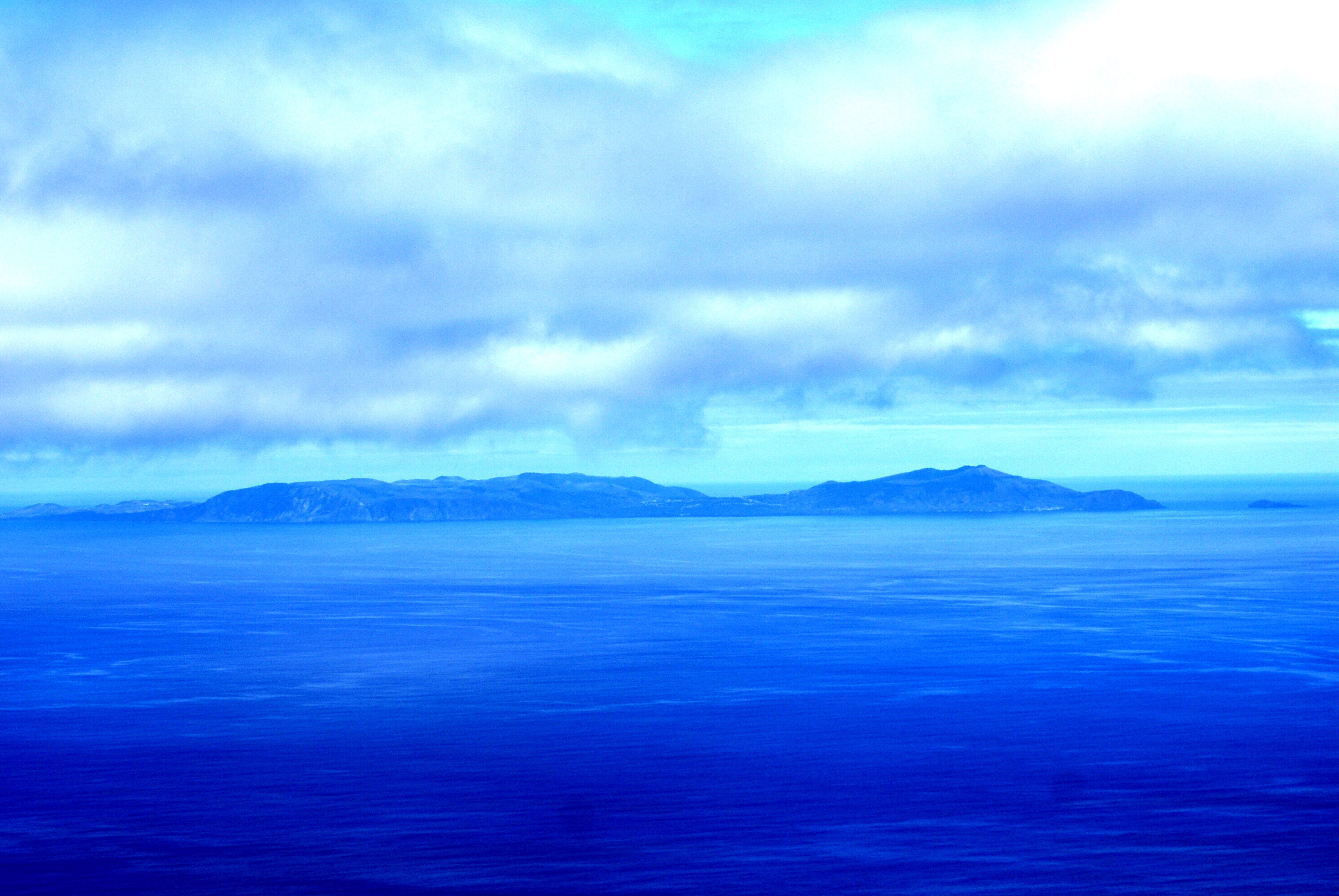

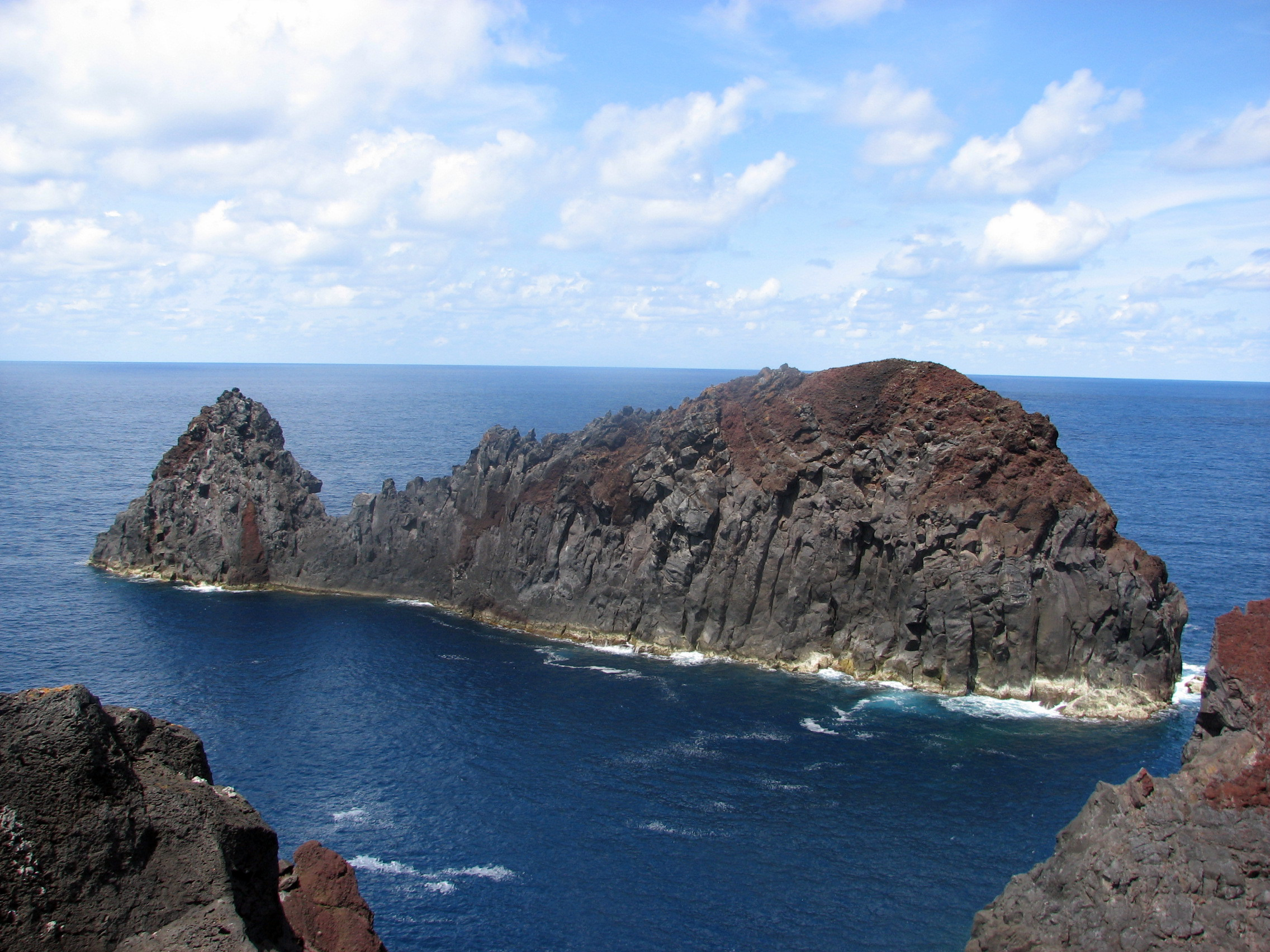